# Reticulopalmula
Reticulopalmula, en ocasiones denominado erróneamente Rectopalmula, es un género de foraminífero bentónico de la subfamilia Palmulinae, de la familia Vaginulinidae, de la superfamilia Nodosarioidea, del suborden Lagenina y del orden Lagenida. Su especie tipo es Flabellina henbesti. Su rango cronoestratigráfico abarca desde el Cuisiense (Eoceno inferior) hasta el Rupeliense (Oligoceno medio).

## Clasificación
Reticulopalmula incluye a la siguiente especie:
- Reticulopalmula henbesti †